# Formule de Balmer
La formule de Balmer (établie par le mathématicien et physicien suisse Johann Jakob Balmer) permet de relier les longueurs d'onde des raies spectrales de l'atome d'hydrogène dans le domaine visible. Ces raies correspondent aux transitions des niveaux excités m > 2 vers l'état quantique de nombre principal {\displaystyle n=2}.

## Histoire
Les autres séries qui satisfont à la formule de Balmer généralisée ont été mises en évidence expérimentalement :
- en 1908, la série de Paschen (n = 3), dans l'infra-rouge
- en 1916, la série de Lyman (n = 1), dans l'ultra-violet
- en 1922, la série de Brackett (n = 4), dans l'infra-rouge
- en 1924, la série de Pfund (n = 5), dans l'infra-rouge

## Expression
- avec  {\displaystyle m} entier,
- et la constante de Balmer {\displaystyle B\ =3645,6} Å si la longueur d'onde est exprimée en Ångströms,
- ou {\displaystyle B\ =\,364,56\;nm} si la longueur d'onde est exprimée en nanomètres.

La série des raies de l'Hydrogène qui satisfont à cette équation, constitue ce que l'on appelle désormais la série de Balmer.
La formule de Balmer et la constante de Balmer ne sont valables que pour {\displaystyle n=2}. À la suite des travaux du physicien suédois Johannes Rydberg (1888), la formule de Balmer a pu être généralisée pour tout {\displaystyle n} entier :
où {\displaystyle n} est un entier (indice de la série) et {\displaystyle m>n} est un entier (indice de la raie).
Pour chaque série, la limite vers laquelle tendent les longueurs d'onde quand {\displaystyle m\Rightarrow \infty } :